# 中冰北极科学考察站
中冰北极科学考察站（英語：China-Iceland Arctic Science Observatory），前称中冰联合极光观测台，是中华人民共和国与冰岛共同建立的一座科学考察站，于2018年10月18日正式运营，选址位于冰岛北部的辛盖亚乡市镇卡尔霍（Kárhóll）农庄内，坐标北纬65°42'26"，西经17°22'01"。 这是中国继黄河站后又一在北极地区设立的综合研究基地。

## 合作背景
2008年全球金融危机爆发后，冰岛银行业崩溃，失业率飙升，冰岛克朗大跳水，使冰岛政府一度处于破产边缘。此时冰岛在向国际货币基金组织和欧盟寻求帮助之时，也开始寻求包括中国在内的其它国家来帮助重建经济。2010年，中冰两国同意冰岛克朗与人民币进行货币互换，后于2013年签订了中国同欧洲国家之间的首个自由贸易协定。 在冰岛的支持下，中国于2013年获得北极理事会观察员身份，并参加了当年由冰岛主办的北极圈论坛大会。
《极地杂志》（Polar Journal）主编、华盛顿威尔逊中心全球研究员安妮·布雷迪（Anne-Marie Brady）表示：“中国在经济、科研、政治、战略等多个方面都对北极抱有兴趣。但当前他们想要的，是确保能够参与决策，并争取一切开放权益。因此，有冰岛这样一个友好国家再好不过了。”

## 前期选址
根据时任中国极地研究中心主任杨惠根研究员的介绍，联合极光观测台选在卡尔霍农庄的原因如下：
- 该地区正好位于地球夜侧极光带之下，是监测地球磁层爆发性活动“极光亚暴”的理想场所。
- 观测台所处的农庄位于一座山坡上，地形平缓，视野开阔，能够满足科研人员观测极光对视野和隔离干扰的要求。

## 建站历史
2012年8月17日，中国极地研究中心与冰岛大学在第二届中冰北极科学研讨会期间签署合作备忘录，将在冰岛北部建立中冰联合极光观测台。
2013年9月，中国极地研究中心与冰岛研究中心在两国政府以及部门间海洋与极地合作框架下开始筹建联合极光观测台。
2014年6月2日，来自中国和冰岛政府的代表在冰岛北部城市阿克雷里附近举行了联合极光观测台的破土动工典礼。
2016年10月，观测台主体建筑结构完成封顶，将开始安装极光、地磁和极区电离层等观测设备。
2017年，中国极地研究中心提出将联合极光观测台升级为中冰北极科学考察站的设想，在极光观测研究基础上，增加开展大气、海洋、冰川、地球物理、遥感和生物等学科的观测任务。
2018年10月18日，中冰北极科学考察站正式运行，中国自然资源部极地考察办公室主任秦为稼、中国极地研究中心主任杨惠根、冰岛研究中心主任哈德格里米尔·约纳松以及冰岛教育、科学和文化部代表等人出席了当天的开站仪式。

## 站内设施
中冰北极科学考察站占地面积158公顷，拥有包括住宅、仓库、科学观测栋等建筑，站区可分为生活区、实验区、空间与大气观测区、卫星接收区、无线电主动探测区等功能区。 此外，占据753平方米的科学观测栋配备有科普与学术交流室、实验室、办公室和光学观测室。考察站的这些设施能够支持极光与空间天气、大气科学与气象、生物学与生态学、海洋学、冰川学、地球物理学与地质学、气候变化与环境科学、卫星遥感等多学科观测研究。

## 学术交流
2023年10月2日至6日，国际极光物理学术会议在中冰北极科学考察站举办，来自中国国内各高校代表和国际学术机构代表参会并进行学术交流。